# Faculdades de Taquara
As Faculdades Integradas de Taquara (FACCAT) é uma faculdade e um instituto superior de educação, localizadas no município de Taquara, no Rio Grande do Sul, a 86 KM de Porto Alegre. As primeiras faculdades começaram a operar nos anos 70,  sendo deslocadas ao campus atual no ano 2000.

## História
A Fundação Educacional Encosta Inferior do Nordeste foi criada, em 31 de dezembro de 1969, pelos prefeitos de Taquara, Rolante, Igrejinha, Três Coroas e São Francisco de Paula com o objetivo de propiciar educação superior à população desses municípios.
Assim, em 1970, foi viabilizada, através de convênio, a extensão do Curso de Economia da Universidade do Vale do Rio dos Sinos, que, em 1977, se tornou autônoma mediante a aprovação pelo Conselho Federal de Educação da mudança do antigo nome de Escola de Economia para Faculdade de Ciências Contábeis e Administrativas de Taquara e o reconhecimento dos Cursos de Administração e de Ciências Contábeis.
Graças à elevada qualidade de seu ensino e à inserção de suas atividades na comunidade regional através de concretização de projetos voltados para o desenvolvimento cultural, social e econômico, além do ensino formal destinado à formação dos profissionais egressos dos seus cursos, houve condições favoráveis à criação, em 1988, da Faculdade de Educação de Taquara com a autorização do Curso de Pedagogia para atender a clientela de sua área de atuação, que já se estendia muito além dos cinco municípios instituidores da mantenedora.
As primeiras Faculdades desenvolveram suas atividades docentes e administrativas, em dependências do Colégio Santa Teresinha, situado no centro da cidade de Taquara, de 1970 a 1999, porém, em função do crescimento do número de alunos, houve a necessidade de mais espaço físico e, além de alugar um andar do prédio da sede do Banco do Brasil em Taquara a partir de 1996, onde ocorriam as atividades ligadas à extensão comunitária e atendimento à comunidade, a Fundação construiu um campus para abrigar os então existentes e os futuros cursos em local de Taquara amplo e aprazível.
Com a atenção também voltada para a educação com foco na preservação ambiental e para o atendimento da infância carente, a Fundação disponibilizou às crianças pobres aulas para a cultura de plantas medicinais, criação de pequenos animais e cursos de horticultura e artesanato ministrados, desde 1994, pela Escola Ambiente.
Em 1994, houve o reconhecimento pelo Conselho Federal de Educação do Curso de Pedagogia – habilitação do Magistério das Matérias Pedagógicas do Ensino Médio e, em 1998, foi criada a Faculdade de Ciências da Comunicação de Taquara ao ser autorizado o Curso de Comunicação Social – habilitação Publicidade e Propaganda, reconhecido em 2006.
As outras Faculdades foram credenciadas, bem como autorizados seus respectivos cursos e outros das Faculdades já existentes, após a mudança, em 2000, para o campus situado no Bairro Fogão Gaúcho, Rodovia ERS 115, em situação geográfica privilegiada, distante 80 km de Porto Alegre. A cronologia de autorização e credenciamento é a seguinte:
2000 – Curso de Pedagogia – Habilitação: Administração Educacional e Magistério dos Anos Iniciais do Ensino Fundamental – Faculdade de Educação de Taquara.
2001 – Curso de Sistemas de Informação – Faculdade de Informática de Taquara.
2001 – Curso de Turismo – Faculdade de Ciências Contábeis e Administrativas de Taquara.
2001 – Curso de Comunicação Social – Habilitação: Relações Públicas – Faculdade de Ciências da Comunicação.
2001 – Curso de Administração – Habilitação: Comércio Exterior – Faculdade de Ciências Contábeis e Administrativas de Taquara.
2001 – Curso de Administração – Habilitação: Marketing – Faculdade de Ciências Contábeis e Administrativas de Taquara.
2001 – Engenharia de Produção – Faculdade de Engenharia de Taquara.
2001 – Curso de Matemática – Licenciatura - Faculdade de Educação de Taquara.
2001 – Curso de Letras – Habilitação: Língua Portuguesa e Literaturas - Licenciatura – Faculdade de Educação de Taquara
2001 – Curso de História – Licenciatura – Faculdade de Educação de Taquara.
2002 – Curso de Psicologia – Faculdade de Ciências Humanas e da Saúde de Taquara.
2002 – Curso Normal Superior – Habilitação: Educação Infantil – Licenciatura – Instituto Superior de Educação de Taquara.
2009 – Curso Superior de Tecnologia em Gestão Comercial – Tecnólogo – Faculdades Integradas de Taquara
2009 – Curso Superior de Tecnologia em Gestão da Qualidade – Tecnólogo – Faculdades Integradas de Taquara
2009 – Curso Superior de Tecnologia em Sistemas para Internet – Tecnólogo – Faculdades Integradas de Taquara.
2011 – Curso de Enfermagem – Faculdades Integradas de Taquara.
2014 – Curso de Design – Faculdades Integradas de Taquara.
2014 – Curso de Direito– Faculdades Integradas de Taquara.
2015 – Curso de Jogos Digitais – Faculdades Integradas de Taquara.
2016 – Curso de Fisioterapia – Faculdades Integradas de Taquara.